# هولغر مولر
هولغر مولر (بالألمانية: Holger Müller)  (و. 1969 –  م) هو ممثل، من ألمانيا، ولد في ايدار اوبراشتاين.

## وصلات خارجية
- هولغر مولر على موقع IMDb (الإنجليزية)
- هولغر مولر على موقع ألو سيني (الفرنسية)
- هولغر مولر على موقع ميوزك برينز (الإنجليزية)
- هولغر مولر على موقع ميوزك برينز (الإنجليزية)
- هولغر مولر على موقع أول موفي (الإنجليزية)
- هولغر مولر على موقع ديسكوغز (الإنجليزية)
- هولغر مولر على موقع قاعدة بيانات الفيلم (الإنجليزية)
- هولغر مولر على موقع كينوبويسك (الروسية)